# Saint-Marc-de-Figuery
Saint-Marc-de-Figuery är en kommun av typen socken (municipalité de paroisse) i provinsen Québec i Kanada. Den ligger i regionen Abitibi-Témiscamingue, i den sydöstra delen av landet, 400 km nordväst om huvudstaden Ottawa. Antalet invånare var 868 vid folkräkningen 2021. Landarean är 81 kvadratkilometer.